# Oleg Wassiljewitsch Wolkow
Oleg Wassiljewitsch Wolkow  (russisch Олег Васильевич Волков, wiss. Transliteration Oleg Vasil'evič Volkov; geboren 21. Januar 1900, Sankt Petersburg; gestorben 10. Februar 1996, Moskau) war ein russischer Schriftsteller, Publizist und Übersetzer. Er ist ein wichtiger Zeitzeuge des sowjetischen Straflagersystems.

## Leben und Werk
Oleg Wolkow wurde in eine prominente Familie der russischen Aristokratie geboren. Einer seiner Klassenkameraden auf dem Gymnasium war Nabokov. Die Revolution lehnte er kategorisch ab. Wolkow war von Beginn bis Mitte der 1930er Jahre Häftling im Konzentrationslager SLON auf den Solowezki-Inseln, später in dem in der ASSR der Komi gelegenen Lager von Uchta-Petschora (UchtPetschLag). Er durchlebte insgesamt mehr als ein Vierteljahrhundert in sowjetischen Straflagern und in der Verbannung.

### Pogruschenije wo tmu
Sein Buch Pogruschenije wo tmu (russisch Погружение во тьму, wiss. Transliteration Pogruženie vo t'mu / Versinken in Finsternis / Versenkung in die Dunkelheit) ist sein autobiographisches Hauptwerk. Es zählt zusammen mit dem Archipel GULAG von Alexander Solschenizyn und dem Naskalnaja schiwopis (russisch Наскальная живопись, wiss. Transliteration Naskal'naja živopis'; „Felsmalerei“) betitelten Tagebuch von Jewfrossinija Kersnowskaja (1907–1994) zu den wichtigsten dokumentarischen Büchern zum Thema Terror und Straflager in der Sowjetunion. Das Buch wurde zu Beginn der 1960er Jahre geschrieben, konnte aber zu jener Zeit nicht von Alexander Twardowski, dem Chefredakteur der Zeitschrift Nowy Mir, veröffentlicht werden. Die russische Erstpublikation erschien 1987 in Paris, die französische Übersetzung trägt den Titel Les ténèbres. Erst 1989 konnte das Buch in der UdSSR herausgegeben werden.

## Ehrungen
1993 bekam er den Alexander-Sergejewitsch-Puschkin-Sonderpreis (der Alfred Toepfer Stiftung F. V. S.) verliehen.

## Publikationen (Auswahl)
- Volkov, Oleg: Les ténèbres. Jean-Claude Lattès, 1991, ISBN 978-2-7096-1016-2